# Declan Gallagher
Pour les articles homonymes, voir Gallagher.
Declan Gallagher est un footballeur écossais né le 13 février 1991 à Rutherglen. Il évolue au poste de défenseur avec le club du Dundee United.

## Biographie

### En équipe nationale
Le 10 octobre 2019, il figure pour la première fois sur le banc des remplaçants de l'équipe nationale A, mais sans entrer en jeu, lors d'une rencontre face à la Russie rentrant dans le cadre des éliminatoires de l'Euro 2020 (défaite 4-0). Le 16 novembre 2019, il effectue finalement ses débuts avec l'équipe d'Écosse, en étant titularisé face à Chypre. Les Écossais l'emportent 1-2 dans ce match des éliminatoires de l'Euro.
Gallagher est retenu dans la liste des vingt-six joueurs écossais sélectionnés par Steve Clarke pour disputer l'Euro 2020.

## Palmarès
Dundee FC
- Champion d'Écosse de D2 en 2014

 Livingston FC
- Champion d'Écosse de D3 en 2017
- Vainqueur de la Scottish Challenge Cup en 2015

 Dundee United FC
- Champion d'Écosse de D2 en 2024